# Dorysthetus lineatopennis
Dorysthetus lineatopennis är en skalbaggsart som beskrevs av Ohaus 1912. Dorysthetus lineatopennis ingår i släktet Dorysthetus och familjen Rutelidae. Inga underarter finns listade i Catalogue of Life.